# Tony Avenarius

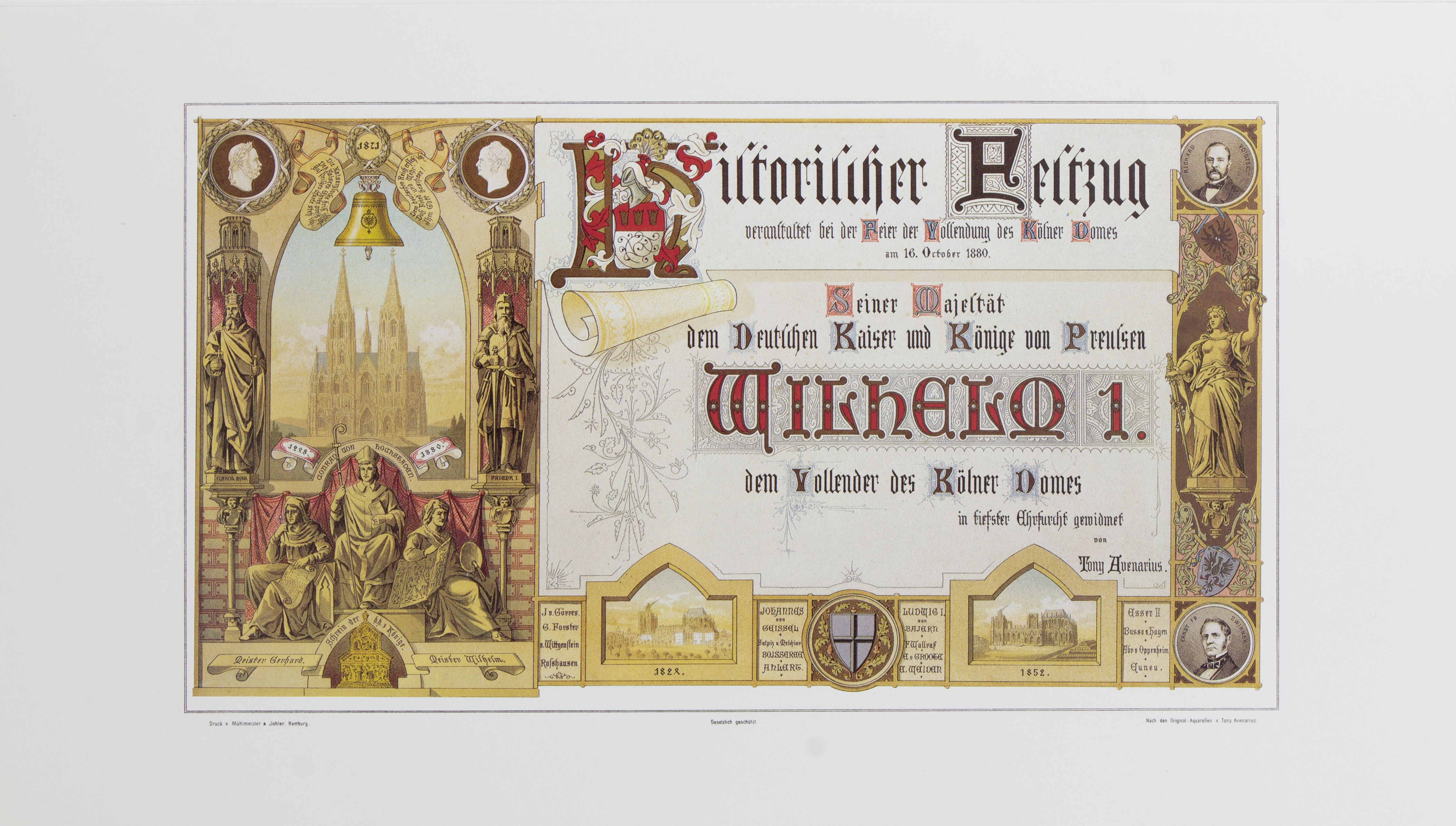
Couverture du recueil de lithographies sur les cérémonies célébrant l'achèvement de la cathédrale de Cologne

Karl Anton Josef « Tony » Avenarius connu aussi sous le pseudonyme d'Antonius Hafermann , né le 17 avril 1836 à Bonn et décédé le 31 janvier 1901 à Cologne est un illustrateur de livres, graphiste, dessinateur, compositeur et librettiste prussien.

## Biographie
Tony Avenarius, le fils d'Otto Avenarius et de son épouse Amalia Flocken. Dès 1853, il fréquente l'Académie des beaux-arts de Munich et est employé par les peintres Gisbert Flüggen et Erich Corres. En 1861, il s'installe à Cologne, où il devient propriétaire d'un atelier de lithographie et achète de l'eau. En 1869, Tony Avenarius est le premier artiste à réussir à assembler 400 à 450 pièces de mosaïques, dans la crypte de la basilique Saint-Géréon de Cologne, en collaboration avec l'architecte Heinrich Wiethase. Il contribue à la découverte et la restauration du plafond roman.
En 1880, Tony Avenarius est l'un des deux seuls artistes (avec Adolf Wallraf) à réaliser une série de lithographies illustrant l'achèvement de la cathédrale de Cologne. Le travail d'Avenarius est généralement considéré comme le plus artistique.
Tony Avenarius est vice-président du chœur d'hommes de Cologne (Kölner Männer-Gesang-Verein) et membre de la société dramatique Cäcilia Wolkenburg, pour laquelle il écrit de nombreux textes sous son pseudonyme.

## Œuvres graphiques
- Panneau d'images pour Charlotte Oppenheim, (détruit)
- 1869 : le sol en mosaïque de Saint-Géréon
- 1880 : Cortège historique organisé lors de la célébration de l'achèvement de la cathédrale de Cologne le 18 octobre 1880, 29 Chromolithographies, Leipzig 1881

## Œuvres lyriques (sous le pseudonyme Antonius Hafermann)
- 1894 : Ene Kölsche Fauß !
- 1885 : composition et livret de Holzfahrt de Marsilius, opérette patriotique en 4 actes.
- 1883 : Livret de Der Hundefänger von Köln, opérette comique en 2 actes.

## Source de la traduction
- (de) Cet article est partiellement ou en totalité issu de l’article de Wikipédia en allemand intitulé « Tony Avenarius » (voir la liste des auteurs).